# Ellen Johnson
Ellen Johnson (Estados Unidos, 1955) es una activista estadounidense por los derechos de los ateos y la separación entre la Iglesia y el Estado. Entre los años 1995 y 2008 fue presidenta de American Atheists (“Ateos Estadounidenses”), una organización educativa sin fines de lucro con sede en la capital tejana de Austin.

## Carrera
Johnson ha sido miembro activa de American Atheists desde 1978. Ella se describe a sí misma como una “atea de segunda generación” de toda la vida.
Sus estudios superiores consisten en una licenciatura (Bachelor's Degree) en Estudios Ambientales y Ciencia Política, y una maestría o magíster (Master's Degree) en esta última otorgado por The New School for Social Research
En 1994 comenzó a ser la coanfitriona de The Atheist Viewpoint (“El punto de vista ateo”), un programa de televisión que está disponible “en docenas de sistemas de cable a través de la nación [los Estados Unidos] y en la Internet”.
Johnson asumió como presidente de American Atheists en 1995, luego de que Madalyn Murray O'Hair -la fundadora y líder histórica de dicha asociación- desapareciese misteriosamente junto a su hijo y nieta (luego se descubrió que habían sido secuestrados y asesinados por dos antiguos convictos, uno de los cuales -cuyo nombre era David Waters- trabajaba para la organización por ella fundada).
En noviembre de 2002 Johnson anunció la conformación del Comité de Acción Política (Political Action Committee, PAC) denominado Godless Americans Political Action Committee (GAMPAC, “PAC de Ateos Estadounidenses”) para apoyar a candidatos políticos irreligiosos, en particular en lo referido a abogar a favor de la estricta separación Iglesia-Estado. Ella es la directora ejecutiva de esa organización.
Después de haber sido entrevistada por el canal de noticias Fox News tres veces en noviembre y diciembre de 2003, el 14 de abril de 2005 apareció en el programa de la CNN “Larry King Live”, El 20 de diciembre de 2005 también apareció en el programa Good Morning America y en el especial de la ABC Heaven – Where Is It? How Do We Get There? (“Cielo - ¿Dónde está? ¿Cómo llegamos allí?”), durante parte del cual fue entrevistada por la conocida periodista y presentadora estadounidense Barbara Walters.

## Retiro forzado
El 2 de mayo de 2008 fue anunciado en el blog (de American Atheists) que Ellen Johnson abandonaba su puesto como presidenta de dicha organización. El 8 de mayo de ese año fue hecho público que Johnson había sido forzosamente cesada de su puesto por decisión de la junta directiva. La razón de dicha decisión no fue revelada.